# Slade/Diskografie
Diese Diskografie ist eine Übersicht über die musikalischen Werke der britischen Glam-Rock-Musikgruppe Slade und ihrer Pseudonyme wie Ambrose Slade, Blessings In Disguise, ’N Betweens und Slade II. Den Quellenangaben und Schallplattenauszeichnungen zufolge hat sie bisher mehr als 4,5 Millionen Tonträger verkauft, davon alleine in ihrer Heimat über 4,3 Millionen. Ihre erfolgreichste Veröffentlichung ist die Single Merry Xmas Everybody mit über 1,8 Millionen verkauften Einheiten.

## Alben

### Studioalben
| Jahr | Titel                                                                                 | Höchstplatzierung, Gesamtwochen, AuszeichnungChartplatzierungen (Jahr, Titel, Platzierungen, Wochen, Auszeichnungen, Anmerkungen) | Höchstplatzierung, Gesamtwochen, AuszeichnungChartplatzierungen (Jahr, Titel, Platzierungen, Wochen, Auszeichnungen, Anmerkungen) | Höchstplatzierung, Gesamtwochen, AuszeichnungChartplatzierungen (Jahr, Titel, Platzierungen, Wochen, Auszeichnungen, Anmerkungen) | Höchstplatzierung, Gesamtwochen, AuszeichnungChartplatzierungen (Jahr, Titel, Platzierungen, Wochen, Auszeichnungen, Anmerkungen) | Höchstplatzierung, Gesamtwochen, AuszeichnungChartplatzierungen (Jahr, Titel, Platzierungen, Wochen, Auszeichnungen, Anmerkungen) | Anmerkungen                                                 |
| Jahr | Titel                                                                                 | DE | AT | CH | UK | US | Anmerkungen                                                 |
| ---- | ------------------------------------------------------------------------------------- | --- | --- | --- | --- | --- | ----------------------------------------------------------- |
| 1969 | Beginnings                                                                            | — | — | — | — | — | Erstveröffentlichung: 9. Mai 1969                           |
| 1970 | Play It Loud                                                                          | — | — | — | — | — | Erstveröffentlichung: 28. November 1970                     |
| 1972 | Slayed?                                                                               | DE10 (40 Wo.)DE | AT3 (12 Wo.)AT | — | UK1 (34 Wo.)UK | US69 (26 Wo.)US | Erstveröffentlichung: 1. November 1972 Verkäufe: + 20.000   |
| 1974 | Old New Borrowed and Blue                                                             | DE20 (20 Wo.)DE | — | — | UK1 Gold · (16 Wo.)UK | — | Erstveröffentlichung: 15. Februar 1974 Verkäufe: + 100.000  |
| 1974 | Slade in Flame                                                                        | DE41 (8 Wo.)DE | — | — | UK6 Gold · (18 Wo.)UK | US93 (14 Wo.)US | Erstveröffentlichung: 29. November 1974 Verkäufe: + 100.000 |
| 1976 | Nobody’s Fools                                                                        | — | — | — | UK14 (4 Wo.)UK | — | Erstveröffentlichung: 5. März 1976                          |
| 1977 | Whatever Happened to Slade                                                            | — | — | — | — | — | Erstveröffentlichung: 21. März 1977                         |
| 1979 | Return to Base…                                                                       | — | — | — | — | — | Erstveröffentlichung: 1. Oktober 1979                       |
| 1981 | We’ll Bring the House Down                                                            | — | — | — | UK25 (4 Wo.)UK | — | Erstveröffentlichung: 13. März 1981                         |
| 1981 | Till Deaf Do Us Part                                                                  | — | — | — | UK68 (2 Wo.)UK | — | Erstveröffentlichung: 13. November 1981                     |
| 1983 | The Amazing Kamikaze Syndrome (auch bekannt als: Keep Your Hands Off My Power Supply) | DE9 (20 Wo.)DE | AT17 (2 Wo.)AT | CH5 (16 Wo.)CH | UK49 (13 Wo.)UK | US33 (23 Wo.)US | Erstveröffentlichung: 3. Dezember 1983 Verkäufe: + 50.000   |
| 1985 | Rogues Gallery                                                                        | DE38 (8 Wo.)DE | — | CH13 (3 Wo.)CH | UK60 (2 Wo.)UK | US132 (6 Wo.)US | Erstveröffentlichung: 29. März 1985                         |
| 1985 | Crackers – The Christmas Party Album                                                  | — | — | — | UK34 Gold · (7 Wo.)UK | — | Erstveröffentlichung: 18. November 1985 Verkäufe: + 100.000 |
| 1987 | You Boyz Make Big Noize                                                               | — | — | — | UK98 (1 Wo.)UK | — | Erstveröffentlichung: 27. April 1987                        |

grau schraffiert: keine Chartdaten aus diesem Jahr verfügbar

### Livealben
| Jahr | Titel          | Höchstplatzierung, Gesamtwochen, AuszeichnungChartplatzierungen (Jahr, Titel, Platzierungen, Wochen, Auszeichnungen, Anmerkungen) | Höchstplatzierung, Gesamtwochen, AuszeichnungChartplatzierungen (Jahr, Titel, Platzierungen, Wochen, Auszeichnungen, Anmerkungen) | Höchstplatzierung, Gesamtwochen, AuszeichnungChartplatzierungen (Jahr, Titel, Platzierungen, Wochen, Auszeichnungen, Anmerkungen) | Höchstplatzierung, Gesamtwochen, AuszeichnungChartplatzierungen (Jahr, Titel, Platzierungen, Wochen, Auszeichnungen, Anmerkungen) | Höchstplatzierung, Gesamtwochen, AuszeichnungChartplatzierungen (Jahr, Titel, Platzierungen, Wochen, Auszeichnungen, Anmerkungen) | Anmerkungen                             |
| Jahr | Titel          | DE | AT | CH | UK | US | Anmerkungen                             |
| ---- | -------------- | --- | --- | --- | --- | --- | --------------------------------------- |
| 1972 | Slade Alive!   | DE25 (24 Wo.)DE | AT8 (8 Wo.)AT | — | UK2 (58 Wo.)UK | US158 (11 Wo.)US | Erstveröffentlichung: 24. März 1972     |
| 1982 | Slade on Stage | — | — | — | UK58 (3 Wo.)UK | — | Erstveröffentlichung: 11. Dezember 1982 |

grau schraffiert: keine Chartdaten aus diesem Jahr verfügbar
Weitere Livealben
- 1978: Slade Alive, Vol. 2
- 2006: Slade Alive! – The Live Anthology (Verkäufe: + 30.000)
- 2009: Live at the BBC

### Kompilationen
| Jahr | Titel                                    | Höchstplatzierung, Gesamtwochen, AuszeichnungChartplatzierungen (Jahr, Titel, Platzierungen, Wochen, Auszeichnungen, Anmerkungen) | Höchstplatzierung, Gesamtwochen, AuszeichnungChartplatzierungen (Jahr, Titel, Platzierungen, Wochen, Auszeichnungen, Anmerkungen) | Höchstplatzierung, Gesamtwochen, AuszeichnungChartplatzierungen (Jahr, Titel, Platzierungen, Wochen, Auszeichnungen, Anmerkungen) | Höchstplatzierung, Gesamtwochen, AuszeichnungChartplatzierungen (Jahr, Titel, Platzierungen, Wochen, Auszeichnungen, Anmerkungen) | Höchstplatzierung, Gesamtwochen, AuszeichnungChartplatzierungen (Jahr, Titel, Platzierungen, Wochen, Auszeichnungen, Anmerkungen) | Anmerkungen                                                  |
| Jahr | Titel                                    | DE | AT | CH | UK | US | Anmerkungen                                                  |
| ---- | ---------------------------------------- | --- | --- | --- | --- | --- | ------------------------------------------------------------ |
| 1973 | Sladest                                  | DE3 (28 Wo.)DE | AT10 (4 Wo.)AT | — | UK1 Gold · (24 Wo.)UK | US129 (7 Wo.)US | Erstveröffentlichung: 28. September 1973 Verkäufe: + 100.000 |
| 1980 | Slade Smashes! / Slade’s Greatz          | — | — | — | UK21 Gold · (16 Wo.)UK | — | Erstveröffentlichung: 1. November 1980 Verkäufe: + 100.000   |
| 1991 | Wall of Hits                             | DE44 (14 Wo.)DE | — | — | UK34 Silber · (5 Wo.)UK | — | Erstveröffentlichung: 11. November 1991 Verkäufe: + 60.000   |
| 1997 | Feel the Noize – Greatest Hits           | — | — | — | UK19 Gold · (6 Wo.)UK | — | Erstveröffentlichung: 13. Januar 1997 Verkäufe: + 100.000    |
| 2005 | The Very Best of Slade                   | — | — | — | UK39 Gold · (6 Wo.)UK | — | Erstveröffentlichung: 28. November 2005 Verkäufe: + 100.000  |
| 2020 | Cum On Feel the Hitz – The Best of Slade | DE35 (1 Wo.)DE | AT54 (1 Wo.)AT | CH73 (1 Wo.)CH | UK8 Silber · (11 Wo.)UK | — | Erstveröffentlichung: 25. September 2020 Verkäufe: + 60.000  |

grau schraffiert: keine Chartdaten aus diesem Jahr verfügbar
Weitere Kompilationen
- 1991: The Slade Collection 81–87
- 2000: The Genesis of Slade
- 2001: The Party Album
- 2002: Get Yer Boots On: The Best of Slade
- 2006: Slade’s Crazee Christmas
- 2006: Beginnings / Play It Loud
- 2007: The Collection 1979–1987
- 2007: Rockers
- 2007: In for a Penny: Raves & Faves
- 2007: B-Sides
- 2009: Merry Xmas Everybody: Slade Party Hits

### EPs
| Jahr | Titel                  | Höchstplatzierung, Gesamtwochen, AuszeichnungChartplatzierungen (Jahr, Titel, Platzierungen, Wochen, Auszeichnungen, Anmerkungen) | Höchstplatzierung, Gesamtwochen, AuszeichnungChartplatzierungen (Jahr, Titel, Platzierungen, Wochen, Auszeichnungen, Anmerkungen) | Höchstplatzierung, Gesamtwochen, AuszeichnungChartplatzierungen (Jahr, Titel, Platzierungen, Wochen, Auszeichnungen, Anmerkungen) | Höchstplatzierung, Gesamtwochen, AuszeichnungChartplatzierungen (Jahr, Titel, Platzierungen, Wochen, Auszeichnungen, Anmerkungen) | Höchstplatzierung, Gesamtwochen, AuszeichnungChartplatzierungen (Jahr, Titel, Platzierungen, Wochen, Auszeichnungen, Anmerkungen) | Anmerkungen                                                            |
| Jahr | Titel                  | DE | AT | CH | UK | US | Anmerkungen                                                            |
| ---- | ---------------------- | --- | --- | --- | --- | --- | ---------------------------------------------------------------------- |
| 1980 | Slade Alive at Reading | — | — | — | UK44 (5 Wo.)UK | — | Erstveröffentlichung: 26. September 1980 in den Singlecharts platziert |

grau schraffiert: keine Chartdaten aus diesem Jahr verfügbar
Weitere EPs
- 1965: ’N Betweens
- 1980: Six of the Best
- 1980: Xmas Ear Bender

## Singles
| Jahr | Titel Album                                                    | Höchstplatzierung, Gesamtwochen, AuszeichnungChartplatzierungen (Jahr, Titel, Album, Platzierungen, Wochen, Auszeichnungen, Anmerkungen) | Höchstplatzierung, Gesamtwochen, AuszeichnungChartplatzierungen (Jahr, Titel, Album, Platzierungen, Wochen, Auszeichnungen, Anmerkungen) | Höchstplatzierung, Gesamtwochen, AuszeichnungChartplatzierungen (Jahr, Titel, Album, Platzierungen, Wochen, Auszeichnungen, Anmerkungen) | Höchstplatzierung, Gesamtwochen, AuszeichnungChartplatzierungen (Jahr, Titel, Album, Platzierungen, Wochen, Auszeichnungen, Anmerkungen) | Höchstplatzierung, Gesamtwochen, AuszeichnungChartplatzierungen (Jahr, Titel, Album, Platzierungen, Wochen, Auszeichnungen, Anmerkungen) | Anmerkungen |
| Jahr | Titel Album                                                    | DE | AT | CH | UK | US | Anmerkungen |
| ---- | -------------------------------------------------------------- | --- | --- | --- | --- | --- | --- |
| 1971 | Get Down and Get with It –                                     | DE34 (2 Wo.)DE | — | — | UK16 (14 Wo.)UK | — | Erstveröffentlichung: 21. Mai 1971 |
| 1971 | Coz I Luv You –                                                | DE9 (15 Wo.)DE | — | — | UK1 (15 Wo.)UK | — | Erstveröffentlichung: 8. Oktober 1971 |
| 1972 | Look Wot You Dun –                                             | DE14 (9 Wo.)DE | — | — | UK4 (10 Wo.)UK | — | Erstveröffentlichung: 28. Januar 1972 |
| 1972 | Tak Me Bak ’Ome –                                              | DE10 (16 Wo.)DE | — | — | UK1 (13 Wo.)UK | US97 (2 Wo.)US | Erstveröffentlichung: 26. Mai 1972 |
| 1972 | Mama Weer All Crazee Now Slayed?                               | DE6 (13 Wo.)DE | AT6 (8 Wo.)AT | CH5 (12 Wo.)CH | UK1 (10 Wo.)UK | US76 (10 Wo.)US | Erstveröffentlichung: 25. August 1972 |
| 1972 | Gudbuy T’ Jane Slayed?                                         | DE3 (17 Wo.)DE | AT7 (12 Wo.)AT | CH4 (11 Wo.)CH | UK2 (13 Wo.)UK | US68 (6 Wo.)US | Erstveröffentlichung: 17. November 1972 |
| 1973 | Cum On Feel the Noize –                                        | DE8 (17 Wo.)DE | AT10 (12 Wo.)AT | CH4 (6 Wo.)CH | UK1 (14 Wo.)UK | US98 (2 Wo.)US | Erstveröffentlichung: 23. Februar 1973 |
| 1973 | Skweeze Me, Pleeze Me –                                        | DE3 (15 Wo.)DE | AT12 (8 Wo.)AT | CH4 (8 Wo.)CH | UK1 Silber · (10 Wo.)UK | — | Erstveröffentlichung: 22. Juni 1973 Verkäufe: + 250.000                                                                                             |
| 1973 | My Friend Stan Old New Borrowed And Blue                       | DE5 (17 Wo.)DE | — | CH6 (8 Wo.)CH | UK2 Silber · (8 Wo.)UK | — | Erstveröffentlichung: 28. September 1973 Verkäufe: + 250.000                                                                                        |
| 1973 | Merry Xmas Everybody –                                         | DE4 (21 Wo.)DE | AT67 (2 Wo.)AT | CH93 (2 Wo.)CH | UK1 ×3Dreifachplatin · (128 Wo.)UK | — | Erstveröffentlichung: 7. Dezember 1973 Verkäufe: + 1.890.000 zahlreiche Wiedereinstiege, in AT und CH erst ab 2023 in den Charts, siehe Liedartikel |
| 1974 | Everyday Old New Borrowed And Blue                             | DE17 (14 Wo.)DE | AT13 (8 Wo.)AT | CH7 (9 Wo.)CH | UK3 Silber · (10 Wo.)UK | — | Erstveröffentlichung: 29. März 1974 Verkäufe: + 250.000; 2013 in UK erneut auf Platz 69                                                             |
| 1974 | The Bangin’ Man –                                              | DE7 (14 Wo.)DE | — | — | UK3 (7 Wo.)UK | — | Erstveröffentlichung: 28. Juni 1974 |
| 1974 | Far Far Away Slade In Flame                                    | DE8 (32 Wo.)DE | — | — | UK2 Silber · (6 Wo.)UK | — | Erstveröffentlichung: 11. Oktober 1974 Verkäufe: + 250.000                                                                                          |
| 1975 | How Does It Feel? Slade In Flame                               | DE36 (2 Wo.)DE | — | — | UK15 (7 Wo.)UK | — | Erstveröffentlichung: 7. Februar 1975 |
| 1975 | Thanks for the Memory (Wham Bam Thank You Mam) –               | DE13 (10 Wo.)DE | AT12 (4 Wo.)AT | — | UK7 (7 Wo.)UK | — | Erstveröffentlichung: 9. Mai 1975 |
| 1975 | In for a Penny Nobody’s Fools                                  | — | — | — | UK11 (8 Wo.)UK | — | Erstveröffentlichung: 14. November 1975 |
| 1976 | Let’s Call It Quits Nobody’s Fools                             | — | — | — | UK11 (7 Wo.)UK | — | Erstveröffentlichung: 30. Januar 1976 |
| 1977 | Gypsy Road Hog Whatever Happened To Slade                      | — | — | — | UK48 (2 Wo.)UK | — | Erstveröffentlichung: 24. Januar 1977 |
| 1977 | My Baby Left Me – That’s All Right –                           | — | — | — | UK32 (4 Wo.)UK | — | Erstveröffentlichung: 17. Oktober 1977 |
| 1981 | We’ll Bring the House Down –                                   | — | — | — | UK10 (9 Wo.)UK | — | Erstveröffentlichung: 23. Januar 1981 |
| 1981 | Wheels Ain’t Comin’ Down Return To Base                        | — | — | — | UK60 (3 Wo.)UK | — | Erstveröffentlichung: 27. März 1981 |
| 1981 | Lock Up Your Daughters Till Deaf Do Us Part                    | — | — | — | UK29 (8 Wo.)UK | — | Erstveröffentlichung: 4. September 1981 |
| 1982 | Ruby Red Till Deaf Do Us Part                                  | — | — | — | UK51 (3 Wo.)UK | — | Erstveröffentlichung: 12. März 1982 |
| 1982 | Rock and Roll Preacher Till Deaf Do Us Part                    | DE49 (5 Wo.)DE | — | — | — | — | Erstveröffentlichung: 29. März 1982 |
| 1982 | (And Now the Waltz) C’est la vie The Amazing Kamikaze Syndrome | — | — | — | UK50 (7 Wo.)UK | — | Erstveröffentlichung: 12. November 1982 |
| 1983 | My Oh My The Amazing Kamikaze Syndrome                         | DE4 (18 Wo.)DE | AT5 (10 Wo.)AT | CH2 (13 Wo.)CH | UK2 Gold · (12 Wo.)UK | US37 (11 Wo.)US | Erstveröffentlichung: 11. November 1983 Verkäufe: + 500.000                                                                                         |
| 1984 | Run Runaway The Amazing Kamikaze Syndrome                      | DE19 (12 Wo.)DE | — | — | UK7 (10 Wo.)UK | US20 (17 Wo.)US | Erstveröffentlichung: 27. Januar 1984 |
| 1984 | All Join Hands –                                               | — | — | — | UK15 (10 Wo.)UK | — | Erstveröffentlichung: 5. November 1984 |
| 1985 | The 7 Year Bitch Rogues Gallery                                | DE39 (8 Wo.)DE | — | — | UK60 (3 Wo.)UK | — | Erstveröffentlichung: 14. Januar 1985 |
| 1985 | Myzsterious Mizster Jones Rogues Gallery                       | — | — | — | UK50 (5 Wo.)UK | — | Erstveröffentlichung: 11. März 1985 |
| 1985 | Little Sheila Rogues Gallery                                   | — | — | — | — | US86 (3 Wo.)US | Erstveröffentlichung: 4. Mai 1985 |
| 1985 | Do You Believe in Miracles? –                                  | — | — | — | UK54 (6 Wo.)UK | — | Erstveröffentlichung: 18. November 1985 |
| 1987 | Still the Same You Boyz Make Big Noize                         | — | — | — | UK73 (4 Wo.)UK | — | Erstveröffentlichung: 2. Februar 1987 |
| 1987 | That’s What Friends Are For You Boyz Make Big Noize            | — | — | — | UK95 (1 Wo.)UK | — | Erstveröffentlichung: 20. April 1987 |
| 1987 | You Boyz Make Big Noize                                        | — | — | — | UK94 (1 Wo.)UK | — | Erstveröffentlichung: 27. Juli 1987 |
| 1991 | Radio Wall of Sound –                                          | — | — | — | UK21 (5 Wo.)UK | — | Erstveröffentlichung: 7. Oktober 1991 |
| 1998 | Merry Xmas Everybody ’98 –                                     | — | — | — | UK30 Silber · (4 Wo.)UK | — | Erstveröffentlichung: 14. Dezember 1998 Verkäufe: + 200.000; Slade vs. Flush                                                                        |

grau schraffiert: keine Chartdaten aus diesem Jahr verfügbar
Weitere Singles
- 1966: You Better Run
- 1969: Genesis
- 1969: Wild Winds are Blowing
- 1970: Shape of Things to Come
- 1970: Know Who You Are
- 1976: Nobody’s Fool
- 1977: Burning in the Heat of Love
- 1978: Give Us a Goal
- 1978: Rock n’ Roll Bolero
- 1979: Ginny Ginny
- 1979: Sign O’ the Times
- 1979: Okey Cokey
- 1981: Knuckle Sandwich Nancy
- 1984: Slam the Hammer Down
- 1987: We Won’t Give in
- 1987: Ooh La La in L.A.
- 1988: Let’s Dance ’88
- 1991: Universe

## Videoalben und Musikvideos

### Videoalben
| Jahr | Titel                  | Höchstplatzierung, Gesamtwochen, AuszeichnungChartplatzierungen (Jahr, Titel, Platzierungen, Wochen, Auszeichnungen, Anmerkungen) | Höchstplatzierung, Gesamtwochen, AuszeichnungChartplatzierungen (Jahr, Titel, Platzierungen, Wochen, Auszeichnungen, Anmerkungen) | Höchstplatzierung, Gesamtwochen, AuszeichnungChartplatzierungen (Jahr, Titel, Platzierungen, Wochen, Auszeichnungen, Anmerkungen) | Höchstplatzierung, Gesamtwochen, AuszeichnungChartplatzierungen (Jahr, Titel, Platzierungen, Wochen, Auszeichnungen, Anmerkungen) | Höchstplatzierung, Gesamtwochen, AuszeichnungChartplatzierungen (Jahr, Titel, Platzierungen, Wochen, Auszeichnungen, Anmerkungen) | Anmerkungen                                   |
| Jahr | Titel                  | DE | AT | CH | UK | US | Anmerkungen                                   |
| ---- | ---------------------- | --- | --- | --- | --- | --- | --------------------------------------------- |
| 2005 | The Very Best of Slade | — | — | — | UK10 Gold · (22 Wo.)UK | — | Erstveröffentlichung: 2005 Verkäufe: + 25.000 |

Weitere Videoalben
- 1975: Slade in Flame
- 1991: Wall of Hits
- 2004: Inside Slade – The Singles 1971–1991
- 2006: Slade Alive! – The Ultimate Critical Review

### Musikvideos
| Jahr | Titel                                          |
| ---- | ---------------------------------------------- |
| 1971 | Get Down and Get with It                       |
| 1971 | Look Wot You Dun                               |
| 1973 | Skweeze Me, Pleeze Me                          |
| 1973 | My Friend Stan                                 |
| 1974 | Far Far Away                                   |
| 1975 | Thanks for the Memory (Wham Bam Thank You Mam) |
| 1976 | Let’s Call It Quits                            |
| 1976 | Nobody’s Fool                                  |
| 1977 | My Baby Left Me – That’s All Right             |
| 1978 | Give Us a Goal                                 |
| 1981 | We’ll Bring The House Down                     |
| 1981 | Wheels Ain’t Comin’ Down                       |
| 1981 | Lock Up Your Daughters                         |
| 1983 | My Oh My                                       |
| 1984 | Run Runaway                                    |
| 1984 | All Join Hands                                 |
| 1985 | 7 Year Bitch                                   |
| 1985 | Myzsterious Mizster Jones                      |
| 1985 | Little Sheila                                  |
| 1985 | Do You Believe in Miracles?                    |
| 1991 | Radio Wall of Sound                            |
| 1991 | Universe                                       |

## Boxsets
| Jahr | Titel                    | Höchstplatzierung, Gesamtwochen, AuszeichnungChartplatzierungen (Jahr, Titel, Platzierungen, Wochen, Auszeichnungen, Anmerkungen) | Höchstplatzierung, Gesamtwochen, AuszeichnungChartplatzierungen (Jahr, Titel, Platzierungen, Wochen, Auszeichnungen, Anmerkungen) | Höchstplatzierung, Gesamtwochen, AuszeichnungChartplatzierungen (Jahr, Titel, Platzierungen, Wochen, Auszeichnungen, Anmerkungen) | Höchstplatzierung, Gesamtwochen, AuszeichnungChartplatzierungen (Jahr, Titel, Platzierungen, Wochen, Auszeichnungen, Anmerkungen) | Höchstplatzierung, Gesamtwochen, AuszeichnungChartplatzierungen (Jahr, Titel, Platzierungen, Wochen, Auszeichnungen, Anmerkungen) | Anmerkungen                             |
| Jahr | Titel                    | DE | AT | CH | UK | US | Anmerkungen                             |
| ---- | ------------------------ | --- | --- | --- | --- | --- | --------------------------------------- |
| 2022 | All the World Is a Stage | DE56 (1 Wo.)DE | — | — | — | — | Erstveröffentlichung: 9. September 2022 |

Weitere Boxsets
- 2006: Slade Anthology ’69–’01

## Statistik

### Chartauswertung
|                     | DE    | AT    | CH    | UK     | US    |
| ------------------- | ----- | ----- | ----- | ------ | ----- |
| Nummer-eins-Alben   | DE—DE | AT—AT | CH—CH | UK3UK  | US—US |
| Top-10-Alben        | DE3DE | AT3AT | CH1CH | UK5UK  | US—US |
| Alben in den Charts | DE9DE | AT4AT | CH2CH | UK18UK | US7US |

|                       | DE     | AT    | CH    | UK     | US    |
| --------------------- | ------ | ----- | ----- | ------ | ----- |
| Nummer-eins-Singles   | DE—DE  | AT—AT | CH—CH | UK6UK  | US—US |
| Top-10-Singles        | DE11DE | AT4AT | CH7CH | UK16UK | US—US |
| Singles in den Charts | DE19DE | AT8AT | CH8CH | UK35UK | US7US |

|                          | DE    | AT    | CH    | UK    | US    |
| ------------------------ | ----- | ----- | ----- | ----- | ----- |
| Nummer-eins-Videoalben   | DE—DE | AT—AT | CH—CH | UK—UK | US—US |
| Top-10-Videoalben        | DE—DE | AT—AT | CH—CH | UK1UK | US—US |
| Videoalben in den Charts | DE—DE | AT—AT | CH—CH | UK1UK | US—US |

### Auszeichnungen für Musikverkäufe
| Silberne Schallplatte - Europa (Impala) - 2010: für das Album Slade Alive! – The Live Anthology Goldene Schallplatte - Finnland - 1973: für das Album Slayed - Kanada - 1984: für das Album Keep Your Hands Off My Power Supply | Platin-Schallplatte - Dänemark - 2022: für die Single Merry Xmas Everybody |

Anmerkung: Auszeichnungen in Ländern aus den Charttabellen bzw. Chartboxen sind in ebendiesen zu finden.
| Land/RegionAuszeichnungen für Musikverkäufe (Land/Region, Auszeichnungen, Verkäufe, Quellen) | Silber     | Gold       | Platin     | Verkäufe  | Quellen         |
| -------------------------------------------------------------------------------------------- | ---------- | ---------- | ---------- | --------- | --------------- |
| Dänemark (IFPI)                                                                              | —          | —          | Platin1    | 90.000    | ifpi.dk         |
| Europa (Impala)                                                                              | Silber1    | —          | —          | (30.000)  | Einzelnachweise |
| Finnland (IFPI)                                                                              | —          | Gold1      | —          | 20.000    | ifpi.fi         |
| Kanada (MC)                                                                                  | —          | Gold1      | —          | 50.000    | musiccanada.com |
| Vereinigtes Königreich (BPI)                                                                 | 7× Silber7 | 9× Gold9   | 3× Platin3 | 4.345.000 | bpi.co.uk       |
| Insgesamt                                                                                    | 8× Silber8 | 11× Gold11 | 4× Platin4 |           |                 |